# Berlin Recycling Volleys
Die Berlin Recycling Volleys sind eine Männer-Volleyballmannschaft des Berliner Sportvereins SC Charlottenburg und spielen in der Bundesliga.
Die Berliner wurden zwischen 1993 und 2025 insgesamt 15 Mal Deutscher Meister und achtmal DVV-Pokalsieger. 2016 gewannen sie außerdem den CEV-Pokal. Bis 2011 war das Volleyball-Team unter dem Namen SCC Berlin bekannt. Seit der Meisterschaft 2024 sind die BR Volleys alleiniger Rekordmeister der Volleyball-Bundesliga der Männer.

## Geschichte
Das Volleyballteam SCC entstand 1989 durch den Wechsel des VdS Berlin nach Charlottenburg. 1991 fand die Vereinigung der Volleyballabteilungen des SC Charlottenburg (West-Berlin) und des SC Berlin (Ost-Berlin) statt. Viele Spitzenvolleyballer aus der DDR setzten beim SCC ihre Karriere in der Bundesliga fort: René Hecht, Franko Hölzig, Ronald Triller, Robert Dellnitz, André Barnowski und andere. Aber auch viele neue Nationalspieler spielten Ende der 1990er Jahre beim SCC: Marco Liefke, Stefan Hübner, Norbert Walter, Ilja Wiederschein, Frank Dehne, Björn Andrae und andere.
In den 2000er Jahren konnten die Berliner zweimal die Meisterschaft gewinnen und befanden sich immer unter den Top 3 der nationalen Liga. Sie spielten jede Saison international. Am 18. November 2008, beim Bundesliga-Spiel gegen Evivo Düren, wagte man erstmals den Schritt aus der Sömmeringhalle in die Max-Schmeling-Halle, die eine Kapazität von 8553 Zuschauern bietet. Zur Saison 2011/12 zog die Mannschaft, die seitdem als Berlin Recycling Volleys auftritt, endgültig in die Max-Schmeling-Halle um. Die Namensrechte wurden an den Titelsponsor Berlin Recycling GmbH, eine Tochter der Berliner Stadtreinigungsbetriebe, verkauft.
Im dritten Finalspiel der Saison 2012/13 gegen den VfB Friedrichshafen am 2. Mai 2013 wurde dort mit 8553 Zuschauern ein Bundesliga-Rekord aufgestellt. In der Saison 2018/19 waren die Heimspiele der BR Volleys wettbewerbsübergreifend in Bundesliga, Pokal und Champions League die meistbesuchten Volleyballspiele in Europa mit durchschnittlich 5208 Zuschauern. Dieser Rekord (durchschnittliche Zuschauerzahl) wurde in der Spielzeit 2023/2024 gebrochen. Mit insgesamt 120.454 und durchschnittlich 5.237 Zuschauern bleibt die Kulisse in der Max-Schmeling-Halle weiterhin einzigartig.

## Spielstätte
Seit der Saison 2011/12 dient die Max-Schmeling-Halle als Spielstätte der Berlin Volleys. Die Kapazität beträgt bei den Heimspielen 8.533 Zuschauer.

## Bundesliga
Der Berlin Recycling Volleys gehören seit Jahren neben dem VfB Friedrichshafen zur nationalen Spitze der Volleyball-Bundesliga. 14 deutsche Meisterschaften konnten die Berliner bisher gewinnen (1993, 2003, 2004, 2012, 2013, 2014, 2016, 2017, 2018, 2019, 2021, 2022, 2023 und 2024). Nach den Meisterschaftstiteln 2003 und 2004 schied man drei Jahre in Folge im Halbfinale aus. In der Saison 2004/05 verlor der SCC im Halbfinale gegen den neuen Vizemeister evivo Düren und wurde schließlich Vierter. Ein Jahr später konnten sich die Berliner nach einer erneuten Halbfinal-Niederlage gegen Düren den dritten Platz sichern. In der Saison 2007/08 verloren die Berliner das Finale gegen Serienmeister Friedrichshafen. In den beiden folgenden Jahren unterlagen sie wieder jeweils im Halbfinale. 2011 wurde der SCC zum vierten Mal nach 2000, 2002 und 2008 Vizemeister. 2012 beendeten die Berlin Recycling Volleys im Playoff-Halbfinale die Erfolgsserie des VfB Friedrichshafen und setzten sich anschließend mit 3:2 Siegen gegen Generali Haching durch. 2013 und 2014 konnten die Berliner ihren Titel jeweils mit 3:1-Finalsiegen über den VfB Friedrichshafen verteidigen. 2014/15 wurden die Berliner nach einem 2:3 im Playoff-Endspiel gegen Friedrichshafen Vizemeister. In der Saison 2015/16 setzten sich die Recycling Volleys in drei Spielen gegen den Konkurrenten vom Bodensee durch und wurden zum siebten Mal deutscher Meister. Auch in den Spielzeiten 2016/17, 2017/18, 2018/19, 2020/21, 2021/22, 2022/23 und 2023/24 wurde das Finale zwischen diesen beiden Mannschaften ausgetragen, wobei Berlin siebenmal den Titel verteidigte und somit 2024 zum alleinigen Rekordmeister wurde.

## DVV-Pokal
Der BR Volleys konnte den DVV-Pokal in seiner Geschichte sieben Mal gewinnen (1994, 1996, 2000, 2016, 2020, 2023 und 2024). In der Saison 2004/05 verloren die Berliner das Finale gegen den VfB Friedrichshafen. Anschließend scheiterten sie viermal in Folge im Halbfinale, 2005/06 und 2007/08 erneut gegen Friedrichshafen sowie 2006/07 und 2008/09 am Moerser SC. Anschließend kamen die BR Volleys nicht mehr über das Viertel- bzw. Achtelfinale hinaus. Erst in der Saison 2013/14 gelang wieder der Einzug ins Finale, in dem man erneut dem VfB Friedrichshafen unterlag. 2016 konnten die Berliner zum vierten Mal den Titel gewinnen. Vor der Rekordkulisse von 12.000 Zuschauern gewannen sie das erstmals in Mannheim ausgetragene Endspiel gegen den TV Bühl. 2020 und 2023 folgten dann der fünfte und der sechste Pokalgewinn jeweils gegen die SWD Powervolleys Düren. 2024 konnte der Titel erstmals gegen die WWK Volleys Herrsching verteidigt werden. Im Pokalfinale 2025 schlugen die Berliner erneut die SWD Powervolleys Düren.

## Europapokal

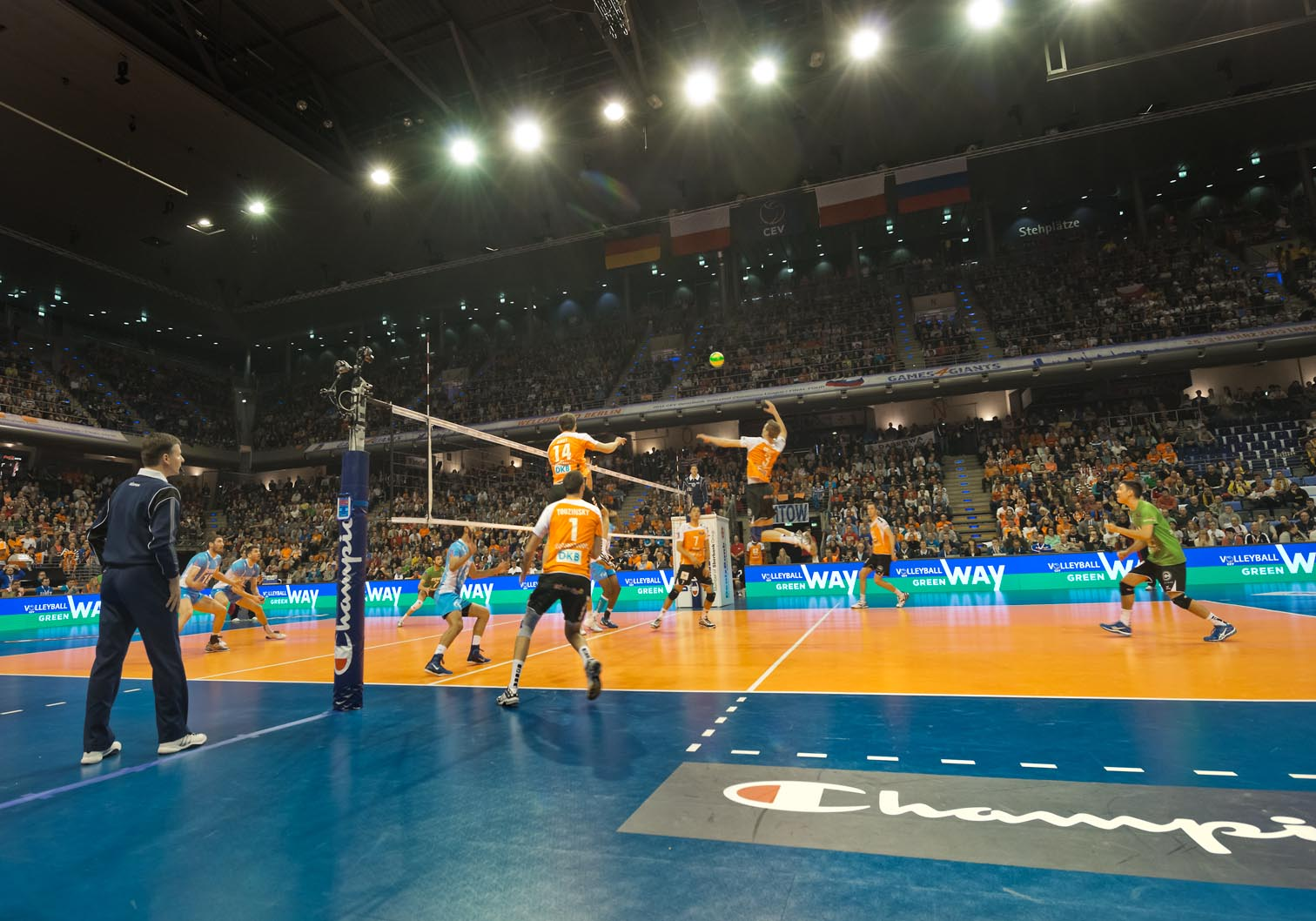
Final Four der Champions League 2014/15 in der Max-Schmeling-Halle

Nach mehreren Teilnahmen in der Champions League spielte der SCC Berlin in der Saison 2005/06 im CEV-Pokal. Vom 11. bis 13. November 2005 fand im spanischen Soria ein Vorrundenturnier statt, bei dem die Berliner auf den TSV Hartberg (Österreich), Schuvoc Halen (Belgien) und das Team des Gastgebers, Numancia Caja Duero Soria, trafen. Der zweite Platz bei diesem Turnier reichte nicht für die Qualifikation zur nächsten Runde. In der Saison 2006/07 spielte der SCC im Top Teams Cup. Beim Vorrundenturnier im niederländischen Doetinchem belegten die Berliner nach Niederlagen gegen die Gastgeber und Unicaja Almería (Spanien) und nur einem Sieg gegen die Kroaten von OK Karlovac nur den dritten Platz und schieden damit aus. In der Saison 2007/08 erreichte der SCC mit Siegen gegen Doetinchem und Prvacina das Achtelfinale im Challenge Cup und verlor dort gegen AZS Olsztyn aus Polen. 2008/09 verloren die Berliner in der ersten Runde im „Golden Set“ mit 11:15 gegen den griechischen Verein GC Lamia und schieden dann im Challenge Cup gegen CAI Teruel aus Spanien aus. 2009/10 erreichte der SCC im Challenge Cup nach einem 3:1-Sieg über VK Dukla Liberec den dritten Platz. 2010/11 kam die Mannschaft bis ins Achtelfinale des CEV-Pokals, wo sie gegen Resovia Rzeszów aus Polen mit 2:3 und 1:3 unterlag. Im CEV-Cup 2011/12 erreichte Berlin nach Siegen über Anorthosis Famagusta und Istanbul BBSK das Viertelfinale, in dem es gegen Acqua Paradiso Monza aus Italien zwei Niederlagen gab. In der Champions League 2012/13 erreichten die BR Volleys als Gruppenzweiter die erste Playoff-Runde und schieden mit zwei Tiebreak-Niederlagen gegen VK Zenit-Kasan aus. Das gleiche Duell gab es in der Saison 2013/14; diesmal gelang Berlin allerdings kein Satzgewinn gegen die Russen. In der Champions League Saison 2014/15 überstand Berlin die Gruppenphase als Zweiter punktgleich hinter Resovia Rzeszów. Die Bewerbung als Austragungsort für das Final Four der Champions-League war erfolgreich, somit nahm Berlin Ende März 2015 zum ersten Mal am Finalturnier teil und erreichte den dritten Platz. In der folgenden Saison 2015/16 nahmen die BR Volleys an der Champions League teil. In der Gruppenphase schieden die Berliner als Gruppendritter aus, durften jedoch danach weiter im CEV-Cup starten. Im Finale setzten sie sich in Hin- und Rückspiel gegen ZSK Gazprom-Ugra Surgut aus Russland durch (3:2 und 0:3) und konnten sich so erstmals in ihrer Geschichte einen internationalen Titel sichern. 2016/17 traten die BR Volleys wieder in der Champions League an. In der Gruppenphase trafen sie auf Cucine Lube Civitanova (Italien), Asseco Resovia Rzeszów aus Polen und auf einen Qualifikanten. In der Champions League 2017/18 konnten sie die Gruppenphase gegen VK Zenit-Kasan, Jastrzębski Węgiel und Spacer’s Toulouse als bester Gruppendritter überstehen und schieden anschließend im Playoff-12 aus.
In den darauffolgenden drei Spielzeiten der Champions League war stets in der Gruppenphase Schluss für die Berliner. Die Saison 2021/22 verlief für die BR Volleys wieder erfolgreicher und das Team erreichte das Champions-League-Viertelfinale, wo es gegen Trentino Volley ausschied. In der Saison 2022/23 war ebenfalls im Viertelfinale Schluss, dieses Mal war Perugia Endstation für die Berliner Volleyballer. Auch in der Saison 2023/2024 schieden die BR Volleys gegen ein italienisches Team aus, wieder gegen Trentino.

## Mannschaft
Der Kader für die Saison 2025/26 besteht aus den folgenden Spielern:
| Name               | Nr. | Nation             | Größe  | Geburtsdatum  | Position | im Verein seit | Vertrag bis |
| ------------------ | --- | ------------------ | ------ | ------------- | -------- | -------------- | ----------- |
| Jelle Bosma        |     | Niederlande        | 2,05 m | 8. März 2003  | MB       | 2025           | 2026        |
| Kyle Dagostino     | 24  | Vereinigte Staaten | 1,75 m | 18. Mai 1995  | L        | 2024           | 2026        |
| Nolan Flexen       |     | Vereinigte Staaten | 2,06 m | 12. Feb. 2002 | AA       | 2025           | 2027        |
| Jake Hanes         | 22  | Vereinigte Staaten | 2,10 m | 3. Mai 1998   | D        | 2024           | 2026        |
| Fedor Ivanov       |     | Finnland           | 1,95 m | 1. Dez. 2000  | Z        | 2025           | 2026        |
| Matthew Knigge     | 2   | Vereinigte Staaten | 2,02 m | 2. Juni 1996  | MB       | 2024           | 2026        |
| Florian Krage      | 18  | Deutschland        | 2,03 m | 11. Jan. 1997 | MB       | 2024           | 2026        |
| Daniel Malescha    | 10  | Deutschland        | 2,03 m | 28. Apr. 1994 | D        | 2023           | 2026        |
| Nehemiah Mote      | 5   | Australien         | 2,03 m | 21. Juni 1993 | MB       | 2021           | 2026        |
| Simon Plaskie      | 7   | Belgien            | 1,90 m | 10. März 2001 | AA       | 2024           | 2026        |
| Moritz Reichert    | 15  | Deutschland        | 1,95 m | 15. März 1995 | AA       | 2024           | 2026        |
| Ruben Schott       | 13  | Deutschland        | 1,92 m | 8. Juli 1994  | AA       | 2021           | 2027        |
| Maximilian Treiter |     | Deutschland        | 1,88 m | 26. Apr. 2005 | L        | 2025           | 2026        |
| Arthur Wehner      |     | Deutschland        | 2,05 m | 25. Mai 2005  | Z        | 2025           | 2028        |

Positionen: AA = Annahme/Außen, D = Diagonal, L = Libero, MB = Mittelblock, Z = Zuspieler
| Neuzugänge 2025    | Neuzugänge 2025                      | Abgänge 2025     | Abgänge 2025     |
| Spieler            | bisheriger Verein                    | Spieler          | neuer Verein     |
| ------------------ | ------------------------------------ | ---------------- | ---------------- |
| Jelle Bosma        | Dynamo Apeldoorn                     | Djifa Amedegnato | Orion Doetinchem |
| Nolan Flexen       | UC Irvine                            | Jan Fornal       | Virtus Fano      |
| Fedor Ivanov       | Saint-Nazaire Volley-Ball Atlantique | Adam Kowalski    | PSG Stal Nysa    |
| Maximilian Treiter | VC Olympia Berlin                    | Tobias Krick     | unbekannt        |
| Arthur Wehner      | VC Olympia Berlin                    | Johannes Tille   | AZS Olsztyn      |

Joel Banks ist seit der Saison 2023/24 Chef-Trainer der Berlin. Markus Steuerwald ist ebenfalls seit 2023 Co-Trainer.  Alexandre Leal ist seit 2023 der Scout der BR Volleys. Für die medizinische Betreuung ist der Mannschaftsarzt Oliver Miltner verantwortlich. Kaweh Niroomand leitet als Manager die Geschäftsführung.

## Jugend

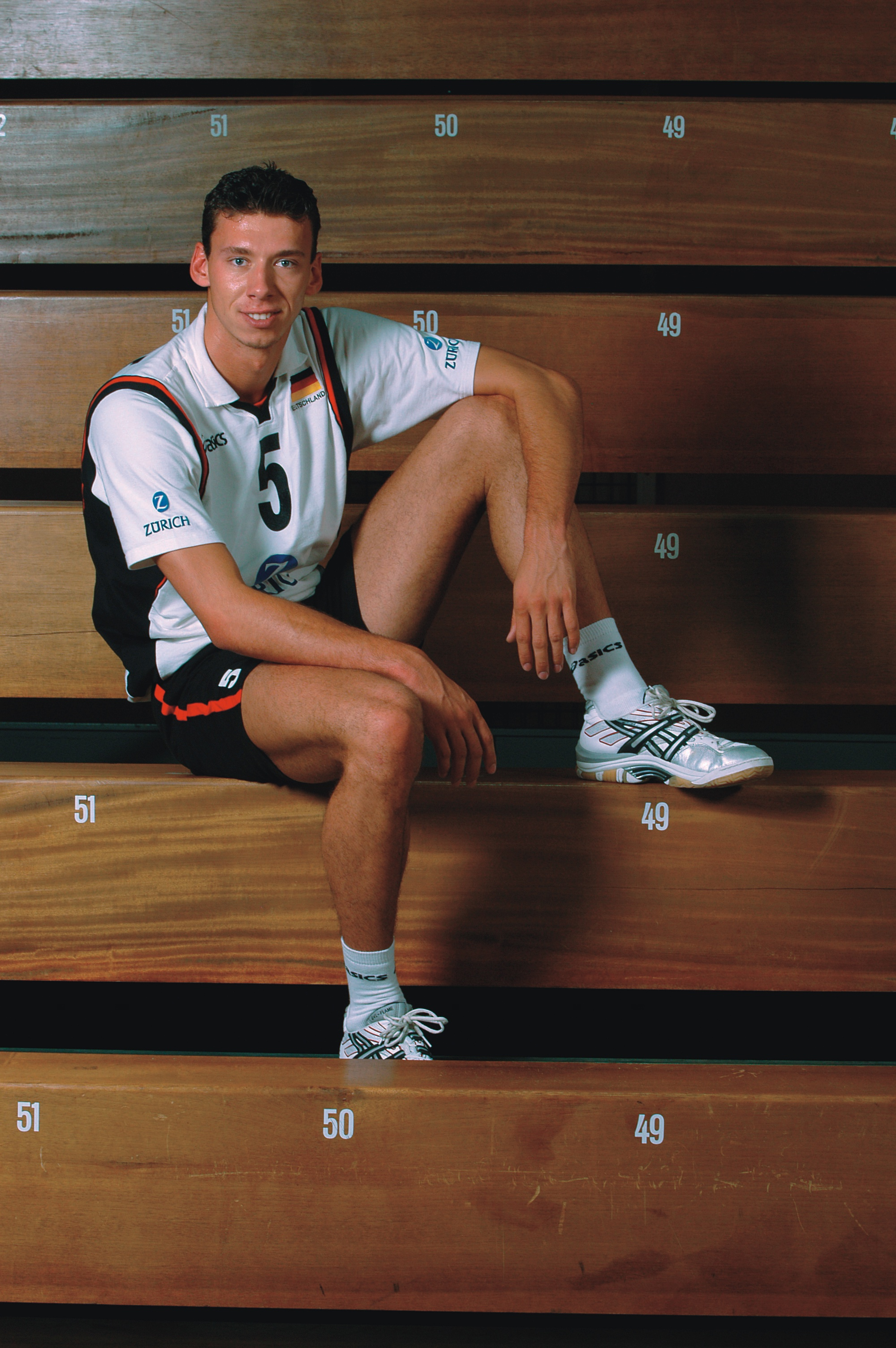
Björn Andrae (2006)

Die vom Verein als „SCC Juniors“ bezeichnete Nachwuchsabteilung besteht aus zwölf Jugendmannschaften von der A- bis zur F-Jugend, die alle in den höchsten Spielklassen vertreten sind. Die A-Jugend nimmt nicht am regulären Jugendspielbetrieb in Berlin teil, sondern bestreitet ausschließlich Meisterschaftsturniere (Berliner Meisterschaft, Regionalmeisterschaft Nordost, Deutsche Volleyballmeisterschaft der A-Jugend) und spielt im Erwachsenenspielbetrieb.
Im Zuge der Wende übernahm der Sportclub Charlottenburg 1991 das DDR-Jugendzentrum in Berlin-Marzahn. Auf diese Weise konnte der Fortbestand des Nachwuchszentrums gesichert und die Förderung von Kindern und Jugendlichen fortgesetzt werden. Von Beginn an bestand das Ziel darin, dass von den dort trainierenden Jugendlichen die Besten später in die Bundesligamannschaft integriert werden sollten. Aus den Jugendmannschaften sind unter anderem Björn Andrae, Norbert Walter, Manuel Rieke, Marcus Böhme, Denis Kaliberda und Sebastian Kühner hervorgegangen. Drei der 13 im Profikader der Saison 2013/14 stehenden Spieler stammten aus der eigenen Jugend.
Für ihre Nachwuchsarbeit wurde die Abteilung in den Jahren 1997 und 2005 durch den Deutschen Olympischen Sportbund mit dem Grünen Band für hervorragende Talentförderung im Verein ausgezeichnet.
Die A-Jugend wurde in den Jahren 1995, 1997, 2000 und 2004 jeweils Deutscher Meister. Bei den B-Junioren gelang dies in den Jahren 1995, 1997, 1998, 2004, 2007 und 2009.
Die Heimstätten der Jugendmannschaften finden sich an den Stützpunkten im östlich gelegenen Ortsteil Berlin-Marzahn, zentral in Prenzlauer Berg und westlich in Berlin-Charlottenburg bzw. Westend.